# Fecha FIFA de marzo de 2016
La Fecha FIFA de marzo de 2016 fue una doble jornada de partidos de selecciones de fútbol masculino que se disputó la última semana de marzo de 2016.
La fecha se utilizó para partidos amistosos preparatorios para la Eurocopa 2016, la primera ronda de la Copa del Caribe de 2016, la clasificación a la Copa de Oro de la Concacaf 2017 y la clasificación para la Copa Mundial de Fútbol de 2018.

## Amistosos
| 23 de marzo | Croacia | 2 - 0 | Israel | Stadion Gradski vrt, Osijek |  |

| 23 de marzo | Polonia | 1 - 0 | Serbia | Estadio Municipal de Poznań, Poznań |  |

| 24 de marzo | Grecia | 2 - 1 | Montenegro | Estadio Georgios Karaiskakis, Pireo |  |

| 24 de marzo | Turquía | 2 - 1 | Suecia | Antalya Arena, Antalya |  |

| 24 de marzo | República Checa | 0 - 1 | Escocia | Generali Arena, Praga |  |

| 24 de marzo | Italia | 1 - 1 | España | Stadio Friuli, Údine |  |

| 24 de marzo | Gales | 1 - 1 | Irlanda del Norte | Cardiff City Stadium, Cardiff |  |

| 24 de marzo | Dinamarca | 2 - 1 | Islandia | MCH Arena, Herning |  |

| 24 de marzo | Ucrania | 1 - 0 | Chipre | Estadio Chernomorets, Odesa |  |

| 25 de marzo | Países Bajos | 2 - 3 | Francia | Amsterdam Arena, Ámsterdam |  |

| 25 de marzo | Irlanda | 1 - 0 | Suiza | Estadio Aviva, Dublín |  |

| 25 de marzo | Eslovaquia | 4 - 1 | Letonia | Estadio Antona Malatinského, Trnava |  |

| 25 de marzo | Portugal | 0 - 1 | Bulgaria | Estadio Dr. Magalhães Pessoa, Leiría |  |

| 26 de marzo | Austria | 2 - 1 | Albania | Estadio Ernst Happel, Viena |  |

| 26 de marzo | Polonia | 5 - 0 | Finlandia | Estadio Municipal de Breslavia, Breslavia |  |

| 26 de marzo | Hungría | 1 - 1 | Croacia | Groupama Arena, Budapest |  |

| 26 de marzo | Alemania | 2 - 3 | Inglaterra | Estadio Olímpico de Berlín, Berlín |  |

| 27 de marzo | Rumania | 0 - 0 | España | Arena Națională, Bucarest |  |

| 28 de marzo | Ucrania | 1 - 0 | Gales | Estadio Olímpico de Kiev, Kiev |  |

| 29 de marzo | Irlanda del Norte | 1 - 0 | Eslovenia | Windsor Park, Belfast |  |

| 29 de marzo | Grecia | 2 - 3 | Islandia | Estadio Georgios Karaiskakis, Pireo |  |

| 29 de marzo | Suecia | 1 - 1 | República Checa | Friends Arena, Solna |  |

| 29 de marzo | Suiza | 0 - 2 | Bosnia y Herzegovina | Letzigrund, Zúrich |  |

| 29 de marzo | Austria | 1 - 2 | Turquía | Estadio Ernst Happel, Viena |  |

| 29 de marzo | Alemania | 4 - 1 | Italia | Allianz Arena, Múnich |  |

| 29 de marzo | Portugal | 2 - 1 | Bélgica | Estadio Dr. Magalhães Pessoa, Leiría |  |

| 29 de marzo | Francia | 4 - 2 | Rusia | Estadio de Francia, Saint-Denis |  |

| 29 de marzo | Inglaterra | 1 - 2 | Países Bajos | Estadio de Wembley, Londres |  |

| 29 de marzo | Irlanda | 2 - 2 | Eslovaquia | Estadio Aviva, Dublín |  |